# 鈴木和裕
鈴木和裕（1976年11月16日—），前日本職業足球員，日本20歲以下足球代表隊成員。

## 俱乐部生涯
1995年，鈴木和裕在市原JEF聯开始足球生涯。2001年转会至京都不死鳥，2007年转会至水戶蜀葵。2009年，引退。

## 日本國家足球隊
鈴木和裕参加了1995年世界青年錦標賽。

## 外部連結
- （日語）J.League Data Site （页面存档备份，存于）